# Sol Polito
Sol Polito (* 12. November 1892 in Palermo, Sizilien; † 23. Mai 1960 in Hollywood; eigentlich Salvador Polito) war ein US-amerikanischer Kameramann italienischer Herkunft.

## Leben
Als Sol Polito noch ein Kind war, emigrierte seine Familie in die USA und ließ sich in New York City nieder. Nach der Schule wurde er Fotograf und über diese Ausbildung bekam er Zugang zum Film. In den 1920er-Jahren drehte er 13 Filme für den Hollywoodstar Harry Carey. Beeinflusst von den deutschen expressionistischen Filmemachern gehörte er in den 1930er-Jahren zu den herausragenden Kameramännern. Vor allem mit Michael Curtiz arbeitete er eng zusammen und führte die Kamera in zahlreichen Abenteuerfilmen mit Errol Flynn.
Sol Polito war dreimal für einen Oscar nominiert: für Günstling einer Königin (1940), Sergeant York (1941) und Helden der Lüfte (1943).

## Filmografie (Auswahl)
- 1923: Pancho Lopez, der Bandit (The Bad Man)
- 1926: Ein Frauenschicksal in den Goldfeldern Kaliforniens (Driftin’ Thru)
- 1928: Freibeuter der Südsee (Scarlet Seas)
- 1929: Die Insel der verlorenen Schiffe (The Isle of Lost Ships)
- 1929: Paris
- 1931: Spätausgabe (Five Star Final)
- 1932: Union Depot
- 1932: Zwei Sekunden (Two Seconds)
- 1932: Three on a Match
- 1932: Jagd auf James A. (I am a Fugitive of a Chain Gang)
- 1933: Die 42. Straße (42nd Street)
- 1933: Goldgräber von 1933 (Gold Diggers of 1933)
- 1933: Der Mann mit der Kamera (Picture Snatcher)
- 1934: Dr. Monica
- 1934: Madame Dubarry (Madame Du Barry)
- 1934: Broadway-Show (Dames)
- 1934: Liebeskadetten (Flirtation Walk)
- 1934: Tag, Nellie! (Hi, Nellie!)
- 1934: Wonder Bar
- 1934: Sweet Adeline
- 1935: Der FBI-Agent (G Man)
- 1935: Frisco Kid
- 1935: Go Into Your Dance
- 1935: Der Jazzkadett (Shipmates Forever)
- 1936: Der versteinerte Wald (The Petrified Forest)
- 1936: Der Verrat des Surat Khan (The Charge of the Light Brigade)
- 1937: Ready, Willing and Able
- 1937: Der Prinz und der Bettelknabe (The Prince and the Pauper)
- 1937: Varsity Show
- 1938: Goldene Erde Kalifornien (Gold Is Where You Find It)
- 1938: Robin Hood – König der Vagabunden (The Adventures of Robin Hood)
- 1938: Chicago – Engel mit schmutzigen Gesichtern (Angels With Dirty Faces)
- 1939: Ich war ein Spion der Nazis (Confessions of a Nazi Spy)
- 1939: Herr des wilden Westens (Dodge City)
- 1939: Günstling einer Königin (The Private Lives of Elizabeth and Essex)
- 1939: Sons of Liberty (Kurzfilm)
- 1940: Goldschmuggel nach Virginia (Virginia City)
- 1940: Der Herr der sieben Meere (The Sea Hawk)
- 1940: Im Taumel der Weltstadt (City for Conquest)
- 1940: Land der Gottlosen (Santa Fe Trail)
- 1941: Sergeant York
- 1941: Der Seewolf (The Sea Wolf)
- 1942: Helden der Lüfte (Captain of the Clouds)
- 1942: Reise aus der Vergangenheit (Now, Voyager)
- 1943: This Is the Army
- 1943: In Freundschaft verbunden (Old Acquaintance)
- 1944: Die Abenteuer Mark Twains (The Adventures of Mark Twain)
- 1944: Arsen und Spitzenhäubchen (Arsenic and Old Lace)
- 1945: Rhapsodie in Blau (Rhapsody in Blue)
- 1945: Das grüne Korn (The Corn Is Green)
- 1946: Im Geheimdienst (Cloak and Dagger)
- 1946: Die große Lüge (A Stolen Life)
- 1947: Die lange Nacht (The Long Night)
- 1948: Du lebst noch 105 Minuten (Sorry, Wrong Number)